# 연서연
연서연(2006년 5월 27일~)은 대한민국의 배드민턴 선수이다. 선수시절 2024년 아시아 주니어 배드민턴 선수권 대회 여자 단체전과 여자 복식에서 은메달을 획득했다.